# Jin Seong-wook
Đây là một tên người Triều Tiên, họ là Jin.
Jin Seong-uk (tiếng Hàn: 진성욱; Hanja: 陳成昱; sinh ngày 16 tháng 12 năm 1993) là một tiền đạo bóng đá Hàn Quốc thi đấu cho Jeju United ở K League 1.

## Sự nghiệp câu lạc bộ
Jin gia nhập Incheon United năm 2012. Ngày 18 tháng 3 năm 2012, anh ra mắt ở giải vô địch trước Daegu FC by thay cho Kim Han-seob.

## Sự nghiệp quốc tế
Anh là thành viên của đội tuyển U-23 quốc gia Hàn Quốc. Anh thi đấu cho Hàn Quốc ở Giải vô địch bóng đá U-23 châu Á 2016, thi đấu 2 trận và ghi 1 bàn. Bàn thắng đầu tiên của anh trước đội tuyển U-23 Nhật Bản trong buổi cuối trận Chung kết ngày 30 tháng 1 năm 2016.

## Danh hiệu

### Quốc tế
- Cúp bóng đá Đông Á (1): 2017

## Thống kê sự nghiệp câu lạc bộ
| Thành tích câu lạc bộ | Thành tích câu lạc bộ | Thành tích câu lạc bộ | Giải vô địch | Giải vô địch | Cúp     | Cúp       | Châu lục | Châu lục  | Tổng cộng | Tổng cộng |
| Mùa giải              | Câu lạc bộ            | Giải vô địch          | Số trận      | Bàn thắng    | Số trận | Bàn thắng | Số trận  | Bàn thắng | Số trận   | Bàn thắng |
| Hàn Quốc              | Hàn Quốc              | Hàn Quốc              | Giải vô địch | Giải vô địch | Cúp KFA | Cúp KFA   | Châu Á   | Châu Á    | Tổng cộng | Tổng cộng |
| --------------------- | --------------------- | --------------------- | ------------ | ------------ | ------- | --------- | -------- | --------- | --------- | --------- |
| 2012                  | Incheon United FC     | K League 1            | 2            | 0            | 0       | 0         | —        | —         | 2         | 0         |
| 2013                  | Incheon United FC     | K League 1            | 0            | 0            | 0       | 0         | —        | —         | 0         | 0         |
| 2014                  | Incheon United FC     | K League 1            | 26           | 6            | 0       | 0         | —        | —         | 26        | 6         |
| 2015                  | Incheon United FC     | K League 1            | 27           | 4            | 4       | 0         | —        | —         | 31        | 4         |
| 2016                  | Incheon United FC     | K League 1            | 31           | 5            | 0       | 0         | —        | —         | 1         | 0         |
| Tổng                  | Hàn Quốc              | Hàn Quốc              | 86           | 15           | 4       | 0         | 0        | 0         | 90        | 15        |
| Tổng cộng sự nghiệp   | Tổng cộng sự nghiệp   | Tổng cộng sự nghiệp   | 56           | 10           | 4       | 0         | 0        | 0         | 60        | 10        |